# Prison de Lao Bảo
La prison de Lao Bảo (Nhà tù Lao Bảo) est une ancienne prison vietnamienne située à Lao Bao, dans la Province de Quảng Trị. Elle se trouve à 22 km de Khe Sanh, dans le village de Duy Tan, commune de Tan Thanh, arrondissement de Huong Hoa, au nord-est de la rivière Sépon, à l'est de la haute montagne. Elle a été construite en 1908 par les autorités coloniales françaises sur une superficie d'environ 10 ha, totalement à l'écart des zones peuplées.
Une des cinq plus grandes prisons d'Indochine française, la prison de Lao Bảo était destinée aux prisonniers politiques locaux.
Elle était initialement constituée de deux blocs de cellules (A et B) faites de bambou, murs en terre, 15m de long 4m de haut, 5 mètres de large, avec une seule sortie et une entrée, et l'intérieur était sombre. À partir de 1931-1932, les autorités françaises ont reconstruit les bâtiments A et B avec des murs de pierre et un sol en béton. Le futur général Giap y aurait été emprisonné entre 1930 et 1932.
En 1991, cette prison a été classée comme site historique spécial par le gouvernement du Viêt Nam.